# Foutrigui
Foutrigui est une localité située dans le département de Boussouma de la province du Sandbondtenga dans la région des Kuilsé au Burkina Faso.

## Géographie
Foutrigui se situe à 5 km au nord-ouest de Nessemtenga, à 20 km au nord-ouest de Boussouma, le chef-lieu du département, et à 12 km au sud-ouest du centre de Kaya, la capitale régionale. Le village se trouve à un kilomètre au sud de la route régionale 14 reliant Kaya à Mané.

## Éducation et santé
Le centre de soins le plus proche de Foutrigui est le centre de santé et de promotion sociale (CSPS) de Nessemtenga tandis que le centre hospitalier régional (CHR) se trouve à Kaya.
Foutrigui possède un centre d'alphabétisation.